# Herschell Gordon Lewis: The Godfather of Gore
Herschell Gordon Lewis: The Godfather of Gore è un film documentario del 2010 diretto da Frank Henenlotter e Jimmy Maslon.
Henenlotter e Maslon rendono omaggio a Herschell Gordon Lewis, ripercorrendo la carriera del regista americano che ha inventato il genere splatter negli anni sessanta, soffermandosi anche sulle sue produzioni nudie cutie e includendo le riprese di un suo film mai portato a termine, An Eye for an Eye (1967).